# Espirdo
Espirdo è un comune spagnolo di 277 abitanti situato nella comunità autonoma di Castiglia e León.